# Kapten Grogg bland andra konstiga kroppar ...
Kapten Grogg bland andra konstiga kroppar, är en svensk animerad komedifilm från 1921 i regi av Victor Bergdahl. Filmen var den elfte i en serie filmer om Kapten Grogg.